# الخاملة (خنفر)

تعديل مصدري - تعديل

الخامله هي إحدى قرى عزلة جعار بمديرية خنفر التابعة لمحافظة أبين، بلغ تعداد سكانها 1420 نسمة حسب تعداد اليمن لعام 2004.